# ビエンホア
ビエンホア（ベトナム語：Thành phố Biên Hòa / 城庯邊和?  北部方言  南部方言）はドンナイ省の省都である。

## 概要
2017年現在の人口は1,250,800人であり、中央直轄市を除けばベトナム国内で人口最多の都市である。ホーチミン市のベッドタウンとして発展著しい。

## 地理

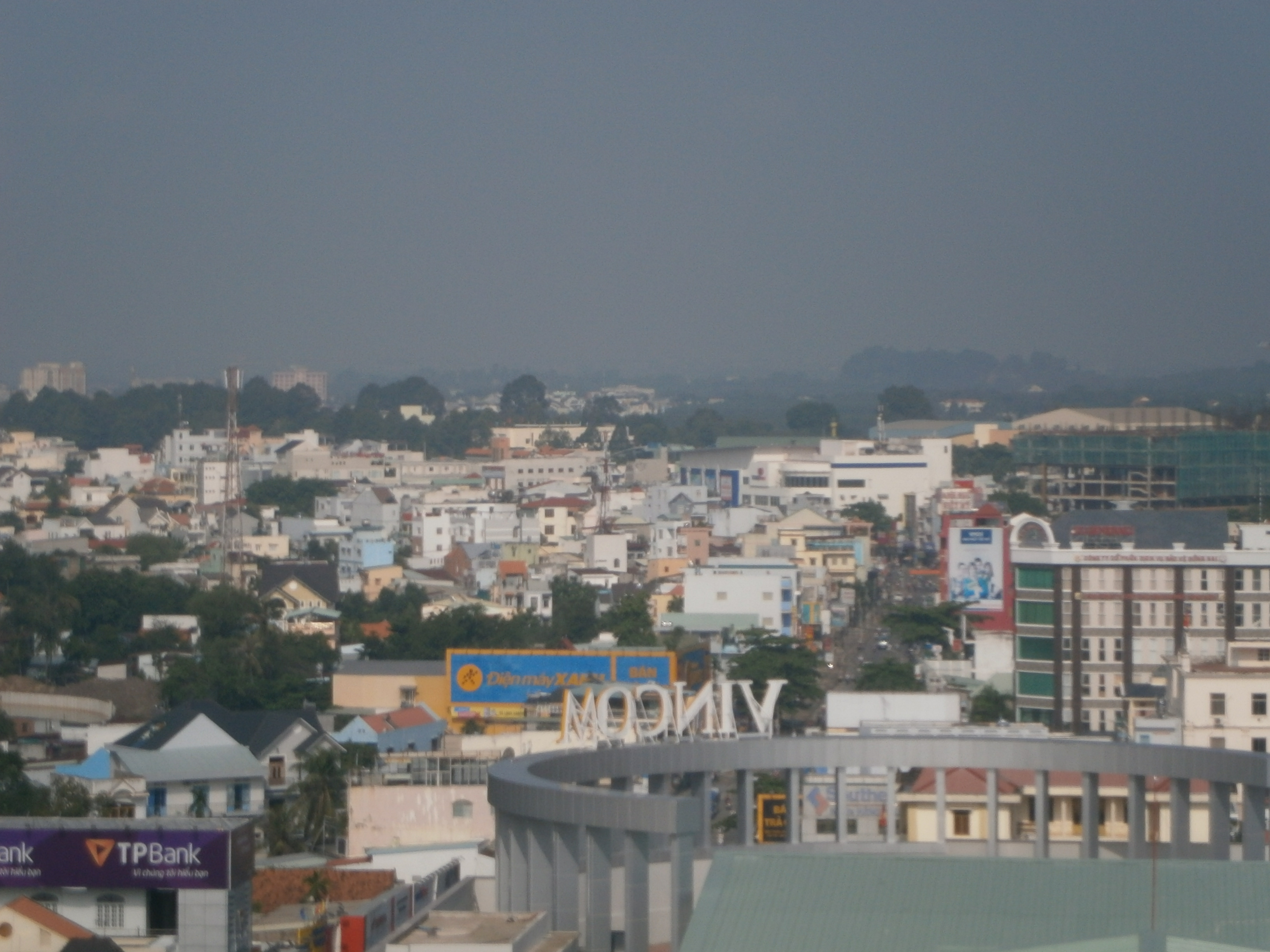
ビエンホアのスカイライン

### 地形

#### 河川
主な川
- ドンナイ川

#### 湖沼
主な湖
- ビエンフン湖

### 行政区画
以下の29坊1社を管轄する。
- アンビン坊（An Bình / 安平）
- ビンダー坊（Bình Đa / 平多）
- ビューホア坊（Bửu Hòa / 保和）
- ビューロン坊（Bửu Long / 保隆）
- ホアビン坊（Hòa Bình / 和平）
- ホナイ坊（Hố Nai / 呼狔）
- ロンビン坊（Long Bình / 隆平）
- ロンビンタン坊（Long Bình Tân / 隆平新）
- クアンヴィン坊（Quang Vinh / 光榮）
- クィエトタン坊（Quyết Thắng / 決勝）
- タムヒエップ坊（Tam Hiệp / 三協）
- タムホア坊（Tam Hòa / 三和）
- タンビエン坊（Tân Biên / 新邊）
- タンヒエップ坊（Tân Hiệp / 新協）
- タンホア坊（Tân Hòa / 新和）
- タンマイ坊（Tân Mai / 新梅）
- タンフォン坊（Tân Phong / 新豐）
- タンティエン坊（Tân Tiến / 新進）
- タンヴァン坊（Tân Vạn / 新萬）
- タインビン坊（Thanh Bình / 清平）
- トンニャット坊（Thống Nhất / 統一）
- チャンザイ坊（Trảng Dài / 浪曳）
- チュンズン坊（Trung Dũng / 忠勇）
- アンホア坊（An Hòa / 安和）
- ヒエップホア坊（Hiệp Hòa / 協和）
- ホアアン坊（Hóa An / 化安）
- フオックタン坊（Phước Tân / 福新）
- タムフオック坊（Tam Phước / 三福）
- タムハイン坊（Tân Hạnh / 三行）
- ロンフン社（Long Hưng / 隆興）

## 歴史
コーチシナ戦争中の1861年12月16日にフランス、スペイン軍によって占領された。

### ベトナム戦争
ベトナム共和国時代、サイゴンの郊外都市として発展した。第一次インドシナ戦争の際、ベトナム北部・中部から1万人以上のカトリックが避難してきた。ベトナム戦争中はアメリカ空軍のビエンホア空軍基地が設けられた。同基地は、1968年1月30日から31日にかけて、ベトコンの迫撃砲による攻撃を受けた。基地では、ダイオキシン類を含む枯葉剤の貯蔵を行っていたが、ベトナム戦争終結間際の撤収作業中に薬剤が基地から地下水や川へ漏出。後日、周辺の住民に生じた深刻な精神および身体障害の発生に関連しているとされた。2019年、アメリカ合衆国国際開発庁は、枯れ葉剤貯蔵施設跡で浄化作業を開始。終了には10年の年月がかかる見込み。

## 交通

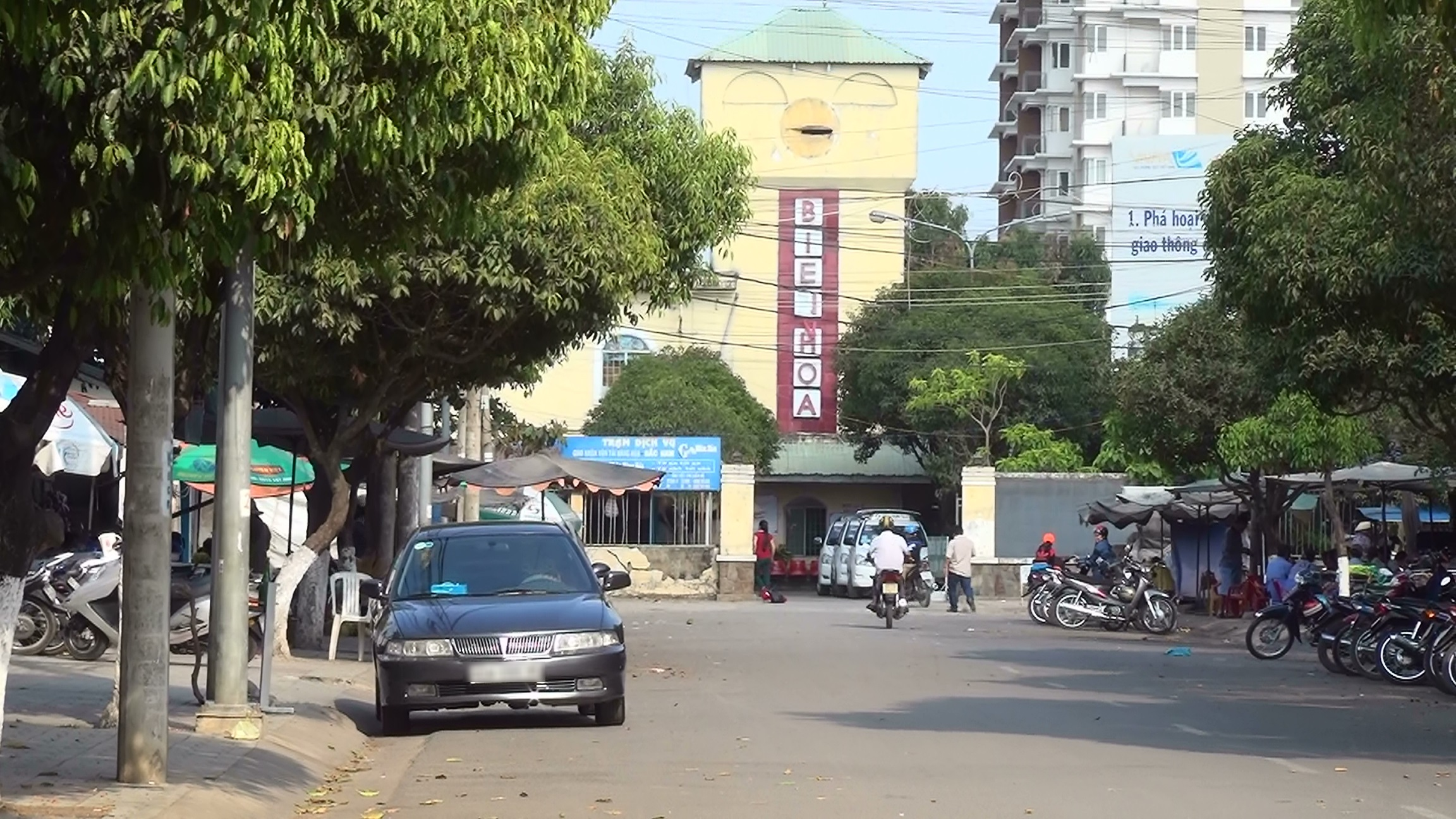
ビエンホア駅

### 鉄道
ベトナム鉄道
- 南北線:- ビエンホア駅 -

### 道路
国道
- 国道1A号線 - バスターミナルがあり、ホーチミン市内方面にも連絡している。

## 観光

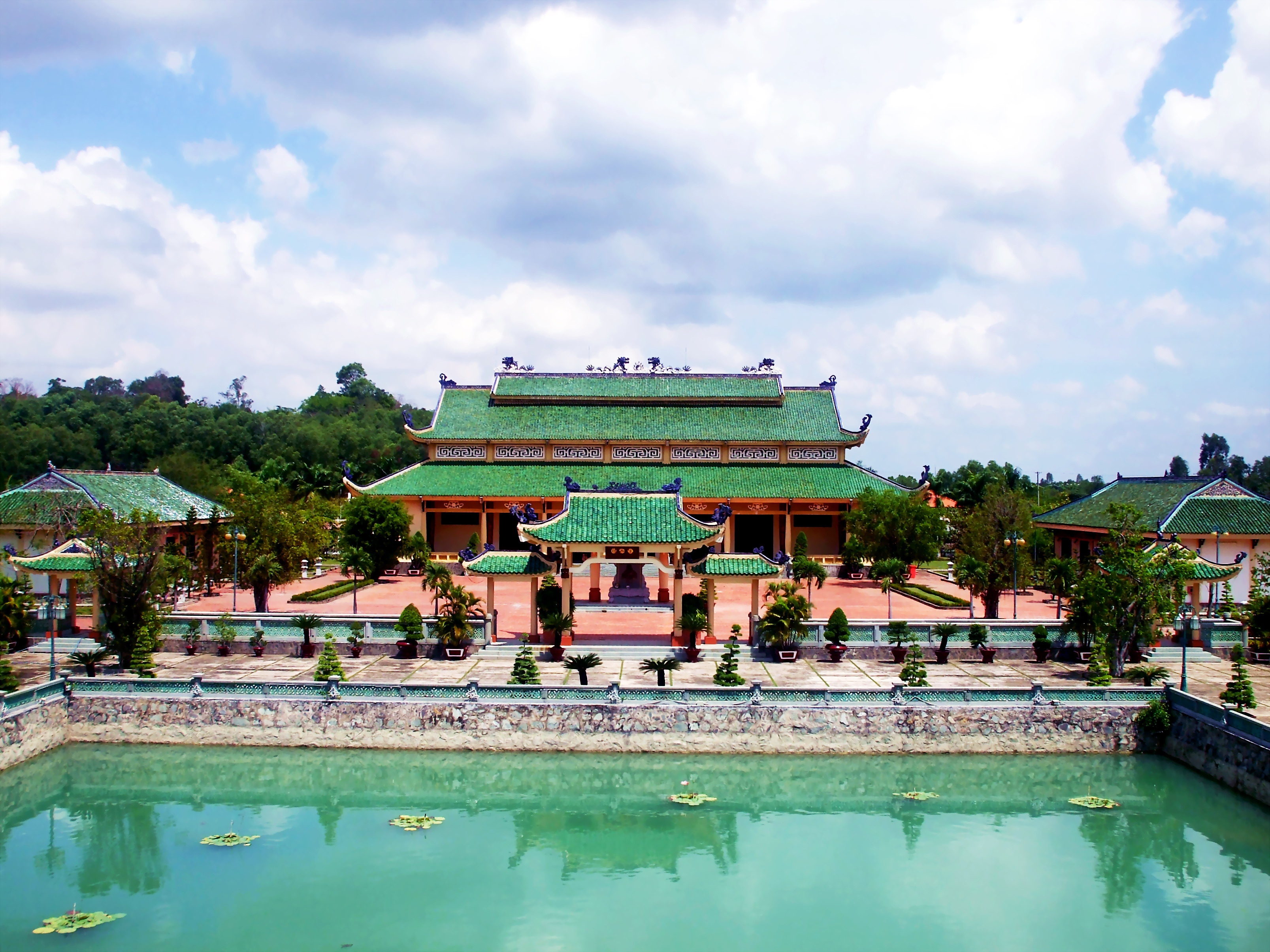
チャンビエン文廟

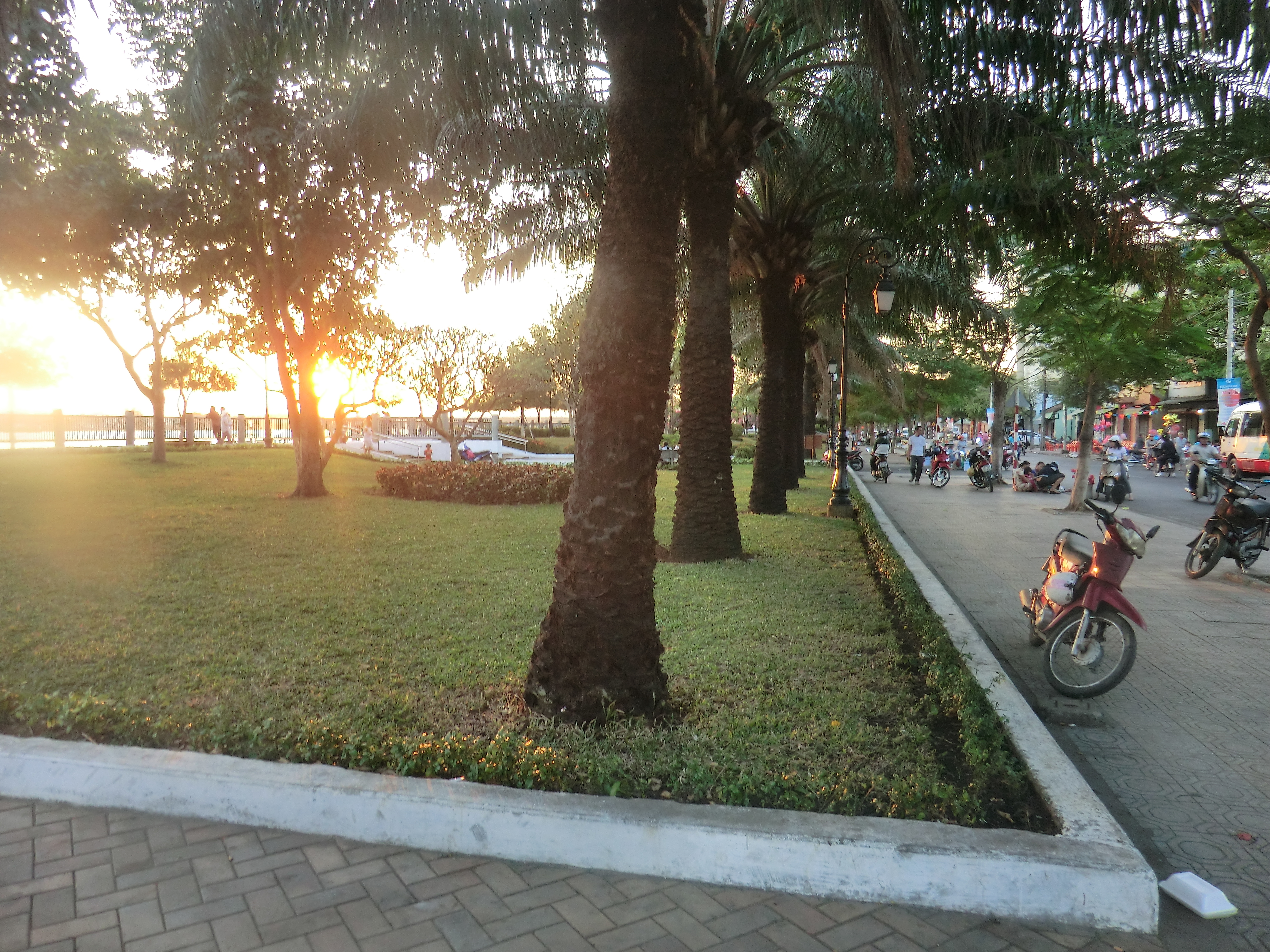
ベトナムドンナイ省のドンナイ川のほとりにあるグエンバンチ公園

### 名所･旧跡
寺院
- チャンビエン（鎮辺）文廟 - ベトナム儒教の寺院。

### 観光スポット
公園
- グエンバンチ公園 - ドンナイ川の河畔にある公園